# Abu Sayeed Chowdhury
Pour les articles homonymes, voir Chowdhury.
Abu Sayeed Chowdhury (en bengali আবু সাঈদ চৌধুরী), né le 31 janvier 1921 à Tangail et mort le 2 août 1987 à Londres, est le deuxième président du Bangladesh. Il a été en fonction du 12 janvier 1972 au 24 décembre 1973.